# Monumento natural de la Montaña de Tejina
El monumento natural de la montaña de Tejina es un paisaje protegido situado en el suroeste de Tenerife (Canarias, España).
El paraje, que destaca por guarecer especies amenazadas como el balillo (Atalanthus microcarpus), está dominado por un antiguo domo volcánico que le da nombre.

## Localización
Montaña de Tejina representa un elemento particularizado del paisaje en el oeste de Tenerife. Con 169,7 hectáreas, el monumento se encuentra enclavado en el municipio de Guía de Isora. Al este de la montaña se dispone el caserío de Las Fuentes, actualmente despoblado, cuyo desarrollo estuvo ligado a una importante agricultura de secano.

## Geología
Los constituyentes volcánicos del monumento son principalmente fonolitas y traqui-basaltos, materiales de naturaleza ácida de la Serie II. El domo volcánico original fue recubierto más tarde por coladas y piroclastos sálicos. La erosión posterior determinó que la montaña quedase flanqueada por los abruptos barrancos de Guaria y Cuéscara, que se encuentran encajados entre materiales más antiguos. Las laderas occidentales y algunos sectores meridionales, presentan señas del uso humano (bancales) que de ellas históricamente se ha hecho.

## Vegetación
Este Monumento Natural y su espacio circundante, goza de una especial biodiversidad. Además del balillo, hay especies concretas como el jócamo (Teucrium heterophyllum) o el cerrajón (Sonchus canariensis). Además, este entorno es rico en formaciones termófilas como los dragos (Dracaena draco), los peralillos (Maytenus canariensis), las sabinas (Juniperus turbinata ssp. canariensis) y los almácigos (Pistacia atlantica).

## Fauna
El representante faunístico más importante de este espacio lo constituyen las aves, quienes, a expensas del escabroso terreno, disponen de multitud de lugares para nidificar. También están presentes las palomas bravías (Columba livia), las pardelas cenicienta (Calonectris diomedea) y ejemplares de murciélagos rabudos (Tadarida teniotis), que son los de mayor tamaño en Canarias. Además, la biota de este espacio protegido se ve completada por cernícalos vulgares (Falco tinnunculus), y otras aves rapaces como el ratonero común o aguililla (Buteo buteo), que suele hacer su nido en las cornisas de las paredes de los barrancos limítrofes.